# 塞氏狗母魚
塞氏狗母魚，為輻鰭魚綱仙女魚目合齒魚亞目合齒魚科的其中一種，分布於東太平洋區，從加利福尼亞灣至秘魯海域，棲息深度45-60公尺，體長可達30公分，為底棲性魚類，屬肉食性，生活習性不明。